# Венецианский мост (Киев)
Венециа́нский мост (укр. Венеційський міст) — парковый пешеходный мост над Венецианской протокой, название которого происходит от местного топонима «Киевская Венеция», принадлежавшего островному поселению Предмостная слободка (уничтожен нацистами в 1943 году). Длина — 144 м, ширина — около 10 м.
Мост открыт в 1966 году. Соединяет два острова киевского Гидропарка, учреждённого в 1965—1968 годах на месте слободки. Авторы проекта — инженер В. Коваль, архитекторы — А. Ильяшенко, В. Суворов, И. Шпара.
По конструкции — однопролётный, арочный, сборный железобетонный. Пролётная часть состоит из соединённых полуарок, на которые опираются вертикальные столбы, поддерживвающие панели дорожного полотна с тротуарами. На концевых частях моста обустроены гранитные ступени к пляжам. Прилегающие береговые откосы облицованы фактурными и гладкими бетонными плитами. Простое металлическое ограждения состоит из вертикальных стержней.